# Шокър
Шокър (на английски: Shocker) e измислен суперзлодей на Марвел Комикс. Първата му поява е в The Amazing Spider-man#46 през март 1967 година. Негови създатели са Стан Лий и Джон Ромита Старши. В Спайдър-мен и невероятните му приятели се озвучава от Джон Стивънсън. В Спайдър-мен: Анимационният сериал се озвучава от Джим Къмингс. В Невероятния Спайдър-мен се озвучава от Джеф Бенет.
Шокър носи чифт специални ръкавици, проектирани с виброшокови единици познати като „вибросмашери“ (буквално вибро разбивачи), които, когато се активират от натискането на спусък на принципа на помпа, могат да създадат концентриран удар от компресиран въздух, който вибрира със силна честота. Това създава серия от бързи последователни въздушни струи, които водят до серия мощни удари. В Батман (The Batman) един от героите Темблор е базиран на Шокъра и се озвучава от същия актьор, който го е озвучавал в Спайдърмен:Анимационният сериал.